# Eastern Arc Mountains
Die Eastern Arc Mountains sind eine Kette von Gebirgen in Kenia und Tansania. Beginnend mit den Taita Hills im Nordosten in Kenia liegen alle anderen Gebirgsketten in einem Bogen nach Südwesten in Tansania. Das Gebiet steht auf der Liste des vorläufigen Weltkulturerbes der UNESCO.

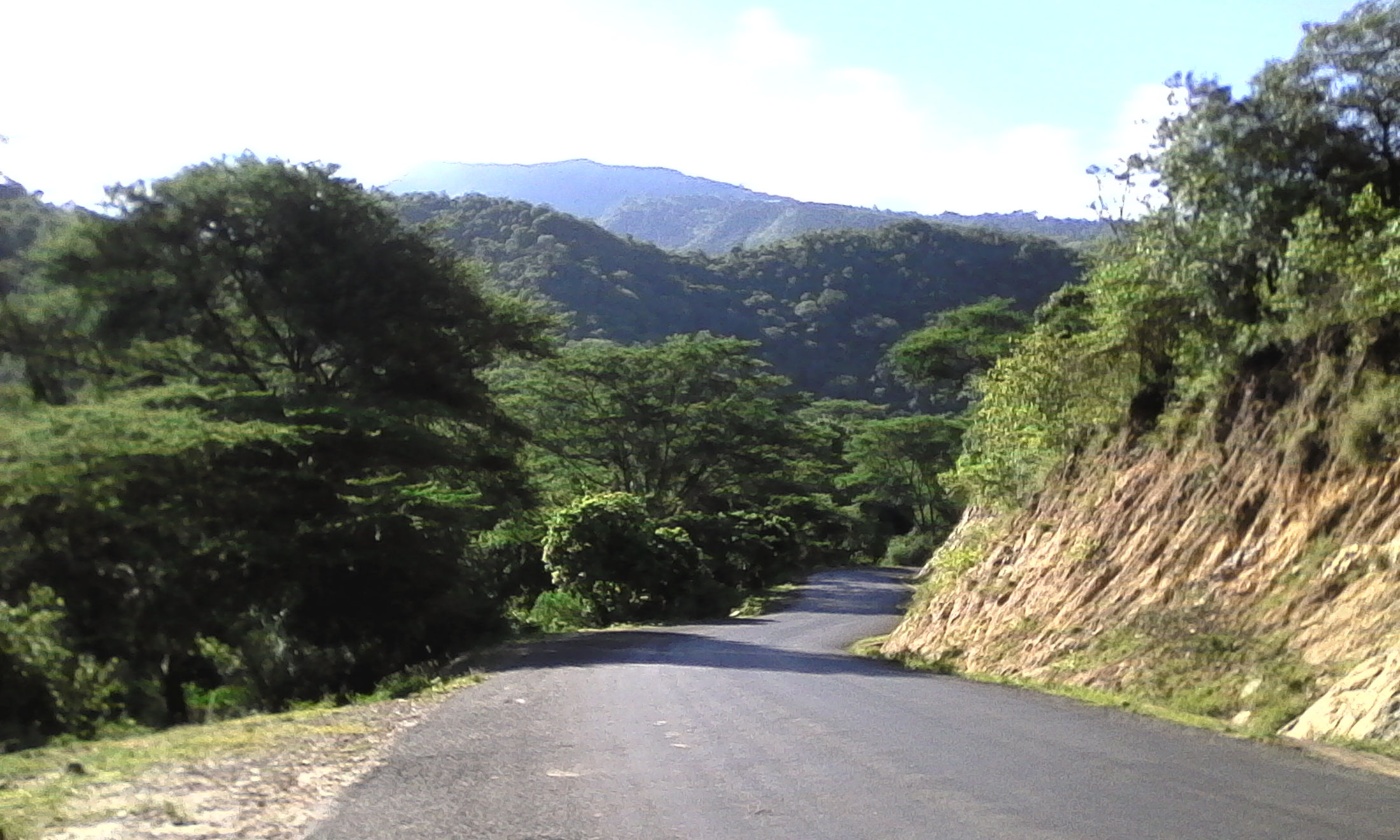
Straße im Pare-Gebirge

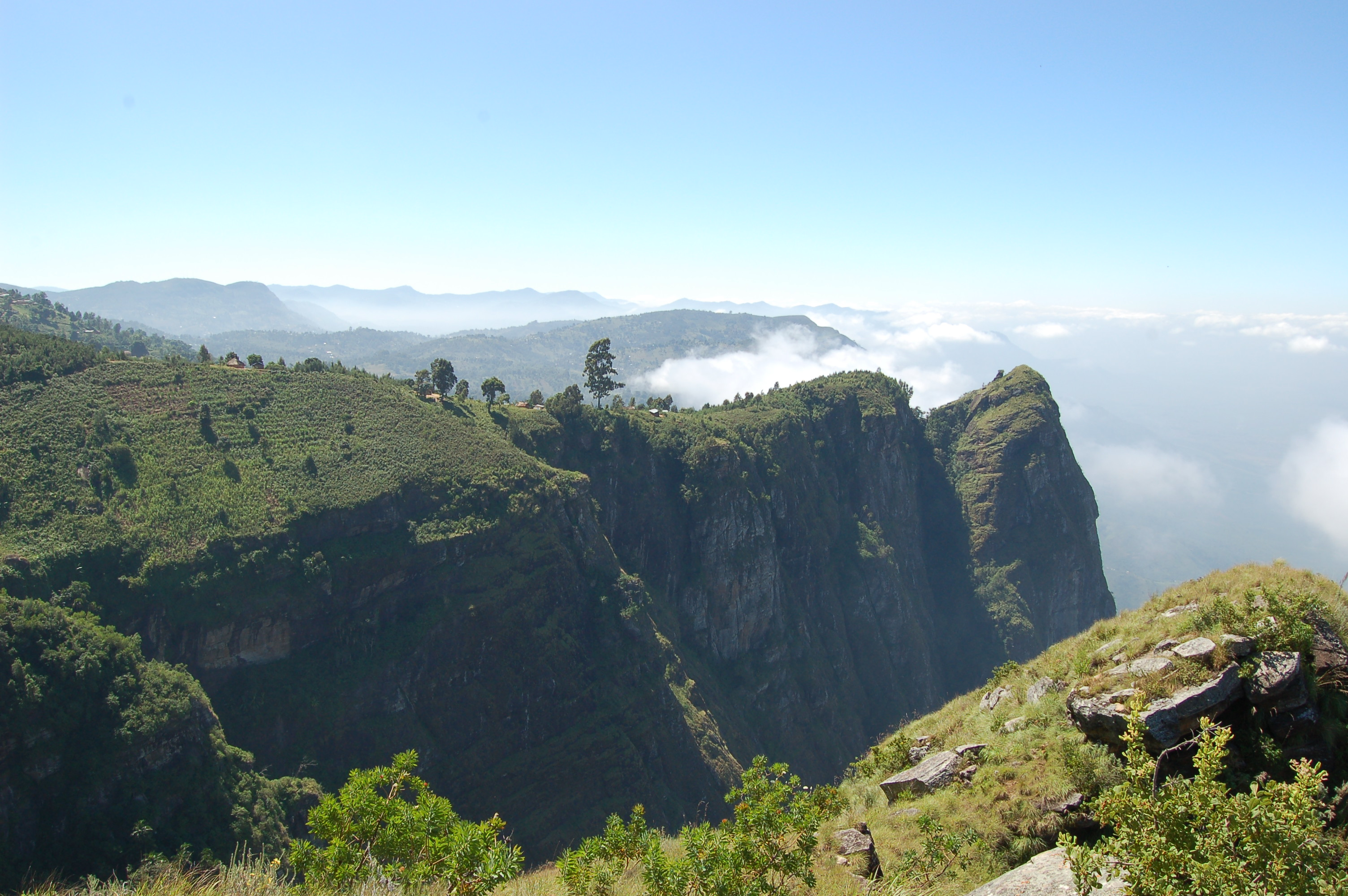
Usambara-Berge

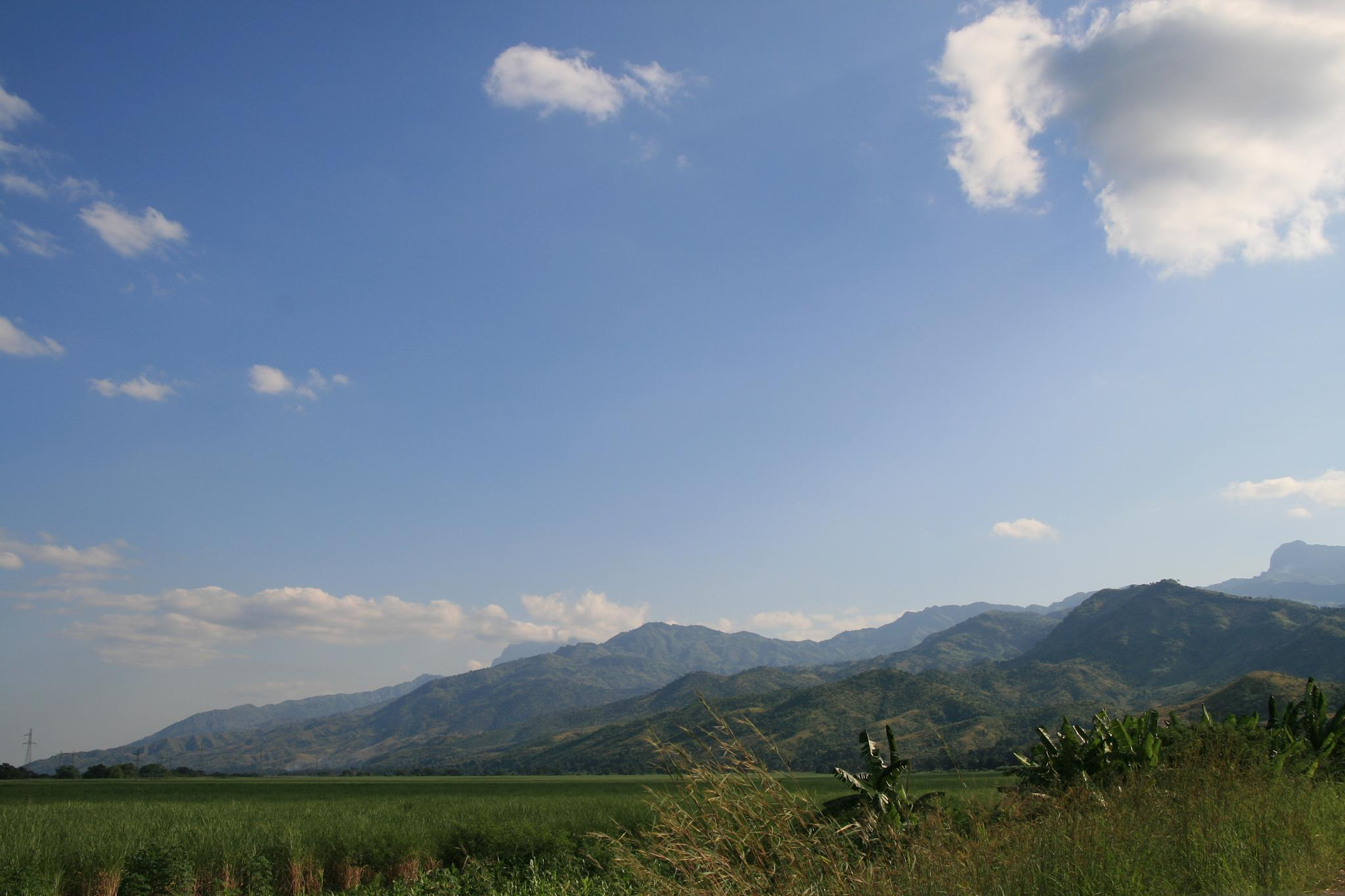
Udzungwa-Berge

## Umgrenzung und Ausdehnung
Die Eastern Arc Mountains erstrecken sich über eine Länge von 600 Kilometer und eine Fläche von 23.000 Quadratkilometer. Ein kleiner Teil liegt im County Taita-Taveta in Kenia, der Großteil durchzieht fünf Regionen in Tansania: Tanga, Kilimandscharo, Morogoro, Iringa und Dodoma.
Begrenzt wird die Gebirgskette im Westen durch die Ebene von Makambako, die sie von den Kipengere-Bergen trennt, und im Norden von einem Sumpfgebiet, in dem der Ruvu entspringt. Nördlich davon liegt das Massiv des Kilimandscharo.

## Gliederung
Die Eastern Arc Mountains bestehen aus 13 Gebirgsgruppen:
| Obergruppe     | Gruppe                  | Staat    | Distrikte                        |
| -------------- | ----------------------- | -------- | -------------------------------- |
| Pare-Gebirge   | North Pare Mountains    | Tansania | Mwanga, Same                     |
| Pare-Gebirge   | South Pare Mountains    | Tansania | Mwanga, Same                     |
| Usambara-Berge | West Usambara Mountains | Tansania | Lushoto, Korogwe, Muheza, Mkinga |
| Usambara-Berge | East Usambara Mountains | Tansania | Lushoto, Korogwe, Muheza, Mkinga |
|                | Nguu                    | Tansania | Kilindi                          |
|                | Nguru                   | Tansania | Mvomero                          |
|                | Uluguru                 | Tansania | Morogoro, Mvomero                |
|                | Ukaguru                 | Tansania | Kilosa                           |
|                | Rubeho                  | Tansania | Mpwapwa, Kilosa                  |
|                | Malundwe                | Tansania | Morogoro                         |
|                | Udzungwa                | Tansania | Kilombero, Kilolo, Mufindi       |
|                | Mahenge                 | Tansania | Ulanga                           |
|                | Taita Hills             | Kenia    | Taita-Taveta County              |

Gipfel
| Name          | Höhe [m] | Gruppe                  |
| ------------- | -------- | ----------------------- |
| Lukwangule    | 1656     | Uluguru                 |
| Shengena Peak | 2563     | South Pare Mountains    |
| Mbolo         | 2220     | Taita Hills             |
| Vuria         | 2180     | Taita Hills             |
| Bondwa Peak   | 2170     | Uluguru                 |
| Lupanga       | 2146     | Uluguru                 |
| Sungwi        | 2130     | West Usambara Mountains |
| Kinondo       | 1594     | South Pare Mountains    |
| Magunda       | 1431     | South Pare Mountains    |

## Geologie
Die Eastern Arc Mountains sind die ältesten Gebirge Ostafrikas. Sie entstanden vor mindestens 100 Millionen Jahren. Obwohl sie räumlich getrennt sind, haben sie eine ähnliche Geomorphologie. Vor 30 Millionen Jahren, als Afrika noch Teil des Superkontinents Gondwana war, bedeckten Regenwälder weite Flächen des heutigen Afrika und das gesamte Gebirgsmassiv der Eastern Arc. Als es vor 10 Millionen Jahren trockener wurde, breitete sich in den Niederungen Savanne aus, die Regenwälder blieben als Inseln auf den Bergen bestehen.
Die Gebirgsketten bestehen aus präkambrischen kristallinen Gesteinen, Sedimentgesteinen aus der Kreidezeit und dem Jura sowie aus tertiären bis rezenten Vulkangesteinen. Die Gebirge entstanden durch Blockverwerfungen.

## Tier- und Pflanzenwelt
Von den Eastern Arc Mountains sind etwa 3300 Quadratkilometer bewaldet. Ursprünglich war die Waldfläche dreimal so groß. Beinahe 100 endemische Wirbeltierarten leben hier. Die bekanntesten sind der Sanje-Mangabe, der Udzungwa-Stummelaffe, der Berggalago und der Kipunji-Affe. Im Jahr 1991 wurde die Udzungwawachtel entdeckt. Sie lebt endemisch in den Bergen von Udzungwa und Rubeho. Ihre nächsten Verwandten kommen in Asien vor. In den Bergen wachsen mindestens 800 Arten von endemischen Pflanzen, davon ein Zehntel Bäume. Die bekannten Usambaraveilchen stammen von einer Wildform aus den Usambara-Bergen ab.

## Naturschutz
Im Bereich der Eastern Arc Mountains liegen 150 Waldreservate, von denen 107 Wasserschutzgebiete sind. Hier liegen auch der Udzungwa-Mountains-Nationalpark und das Amani-Naturschutzgebiet. Außerhalb dieser Schutzzonen ist der Wald größtenteils gerodet.